# Лёгумклостер
Лёгумкло́стер или иногда Легумкло́стер (дат. Løgumkloster, в обиходной речи «Клостер») — поселение городского типа Тендерской коммуны в датском регионе Южная Дания; расположен на юге Ютландского полуострова в 9 км к востоку от Бредебро, в 20 км к юго-западу от Тофтлунда, в 38 км к югу от соборного города Рибе и в 17 км к северу от Тёндера Датского Королевства (дат. Kongeriget Danmark). В 1866—1920 годах принадлежало Германии, будучи уездным центром Шлезвиг-Гольштейнской провинции. До 2007 года входил в состав Легумклостерской коммуны, являлся её административным центром. Передано Дании после Шлезвозгского плебисцита.

## Наименование
- Наименование поселения связано с монастырём средневекового цистерианского ордена Лёгум (дат. Løgum kloster).
- Историческое немецкое название Люгумклостера — нем. Lügumkloster.

## История
До 1864 года Лёгумклостер находился в состав Королевства Дания, как часть герцогства Шлезвиг. Однако после войн 1864—1866 годов поселение перешло в состав Королевства Пруссия, которое включило посёлок городского типа в новообразованную провинцию Шлезвиг-Гольштейн. Лёгумклостер был переименован с датского языка на немецкий — Люгумклостер. Посёлок входил в Тондернский уезд провинции.
После поражения Германии в Первой Мировой войне, 28 июня 1919 года был заключён Версальский договор — требовавший плебисцит на территории Шлезвига с выявлением населения Дании. 10 февраля 1920 года, плебисцит состоялся в Северном Шлезвиге под контролем наблюдателей от Антанты, так называемой — Зоне I, — в которую входил Люгумклостер. 542 человека, что составило 51,2 % жителей городка, изъявили желание вернуться в Данию. 15 июня того же года весь Северный Шлезвиг, включая поселение, перешли под датский контроль.. Поселок получил официальное датское наименование — Лёгумклостер.

## Герб
В округлом лазурном щите золотой византийский крест.

## Население
- Численность населения к 1 января 2020 года составила 3556 человек.

## Фотогалерея

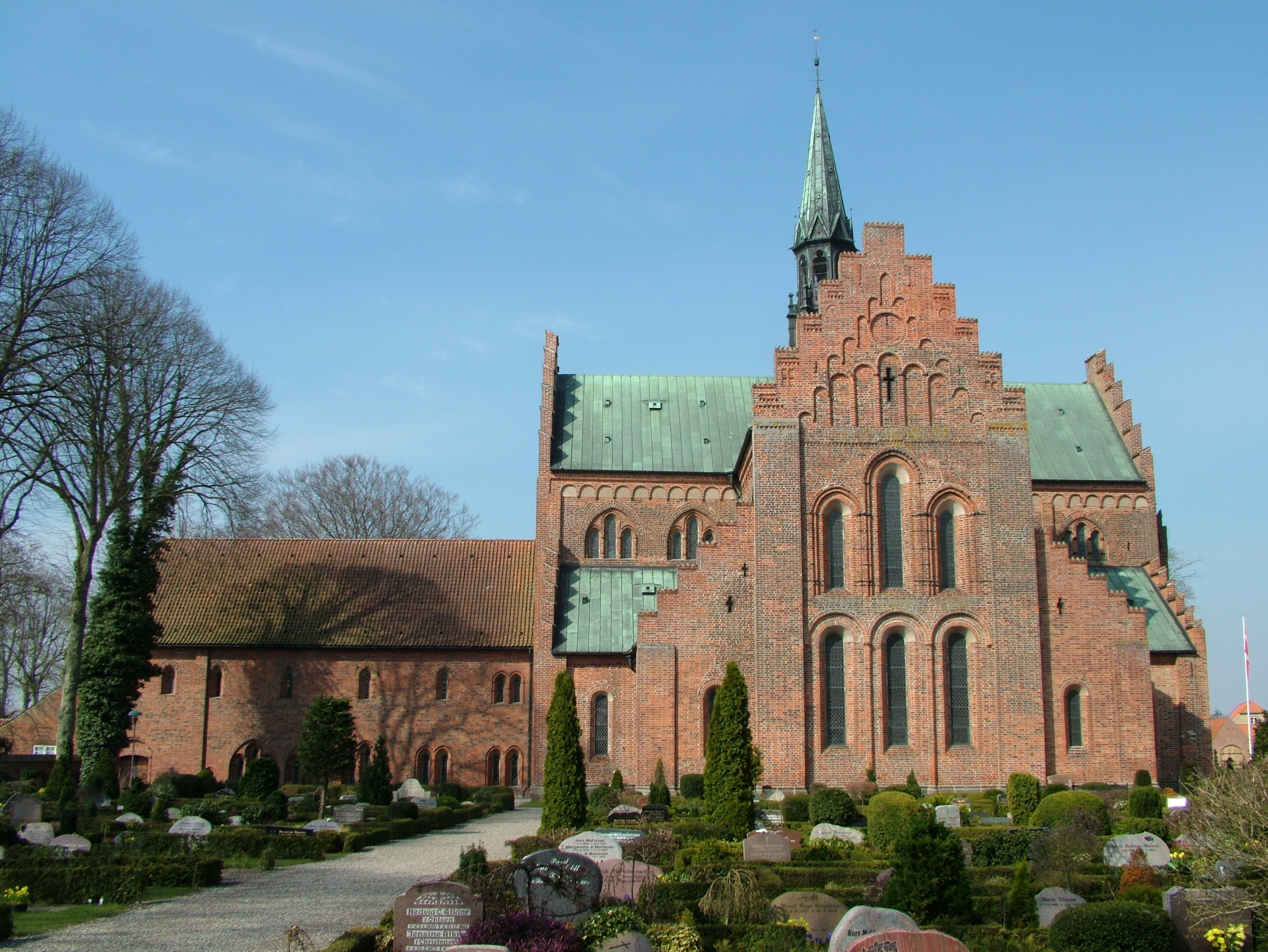
Монастырская церковь первоначально построена цистерцианским орденом.
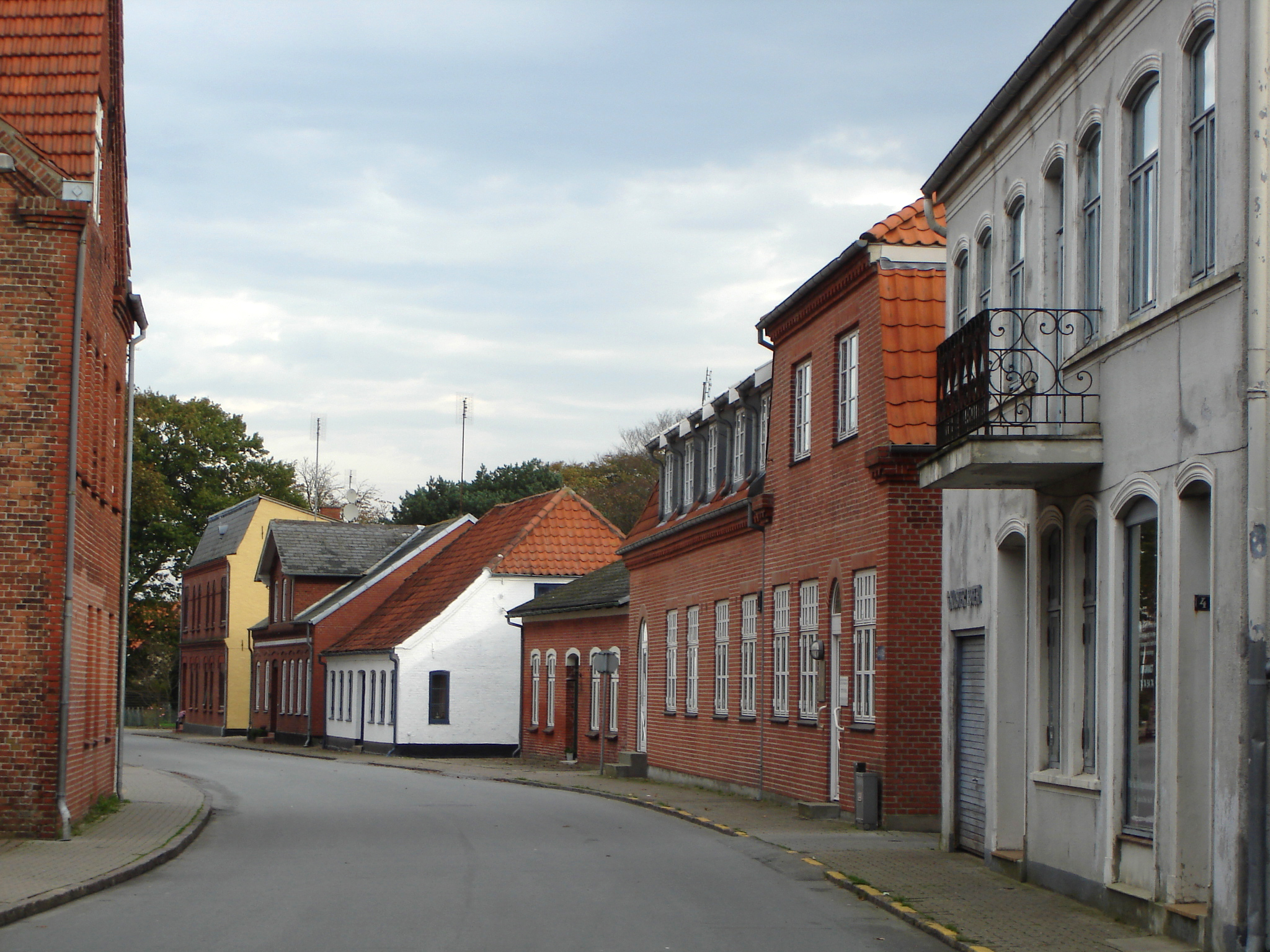
Типичные старинные улочки.
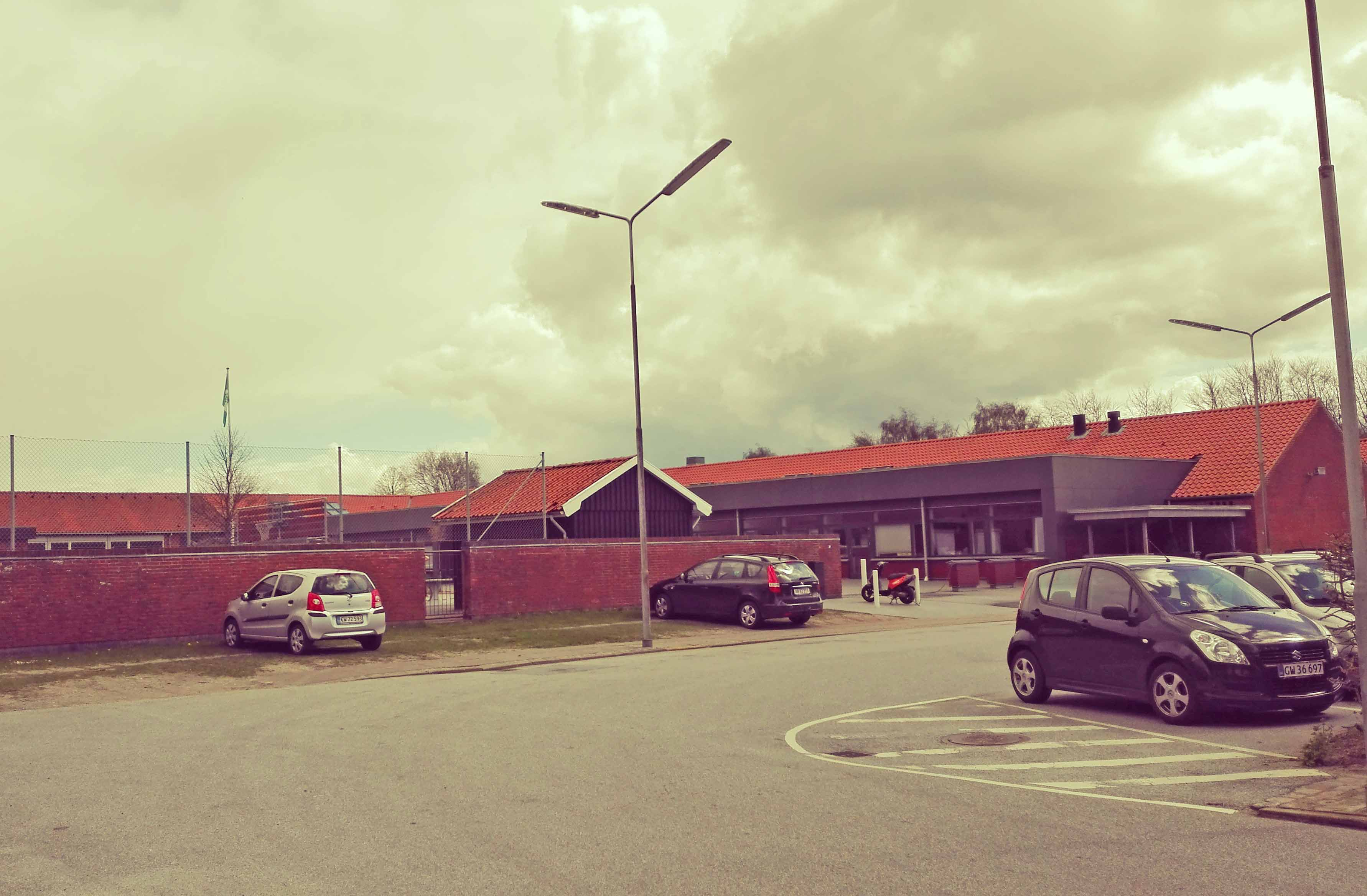
Районная школа
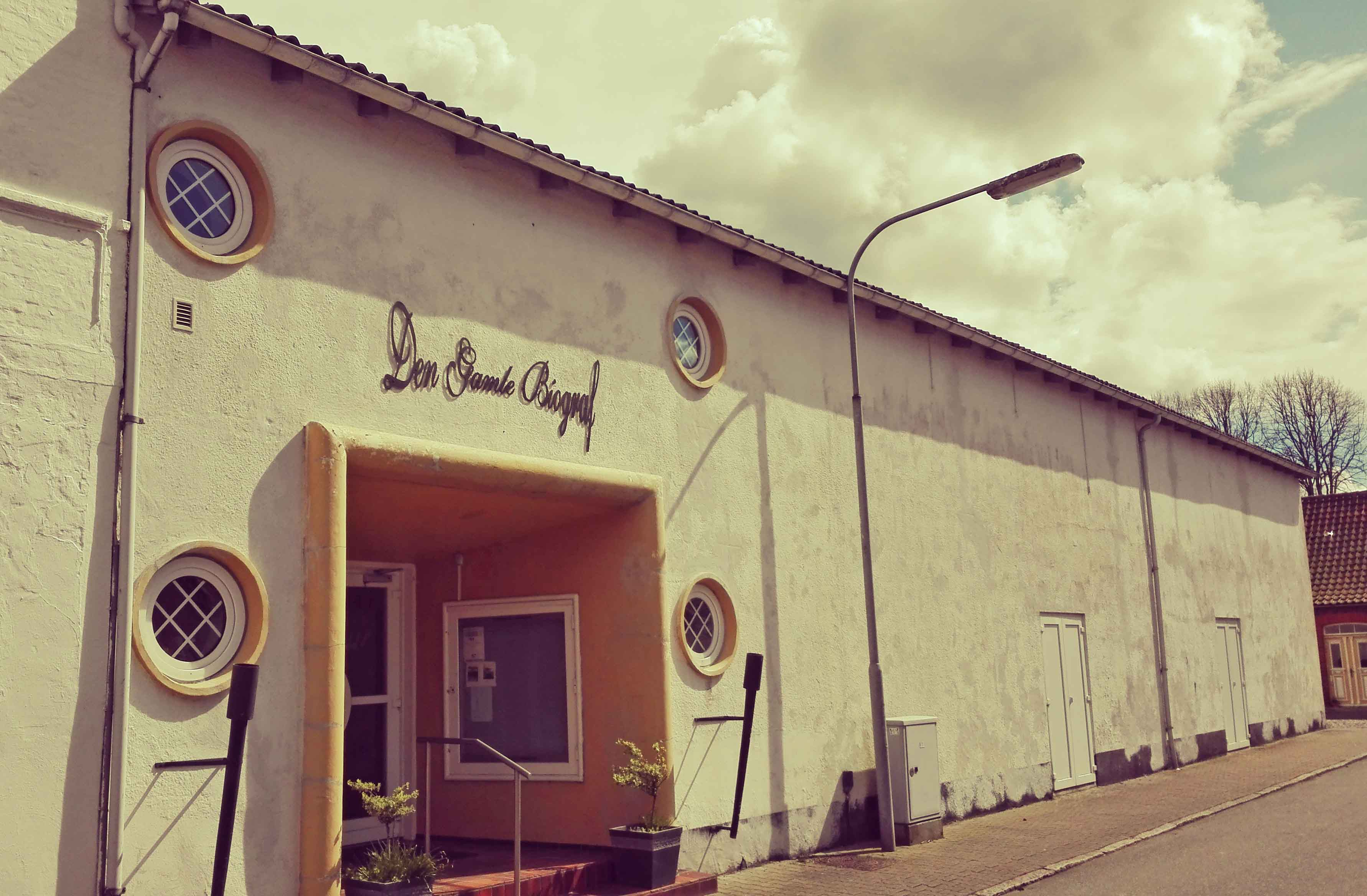
Старый кинотеатр
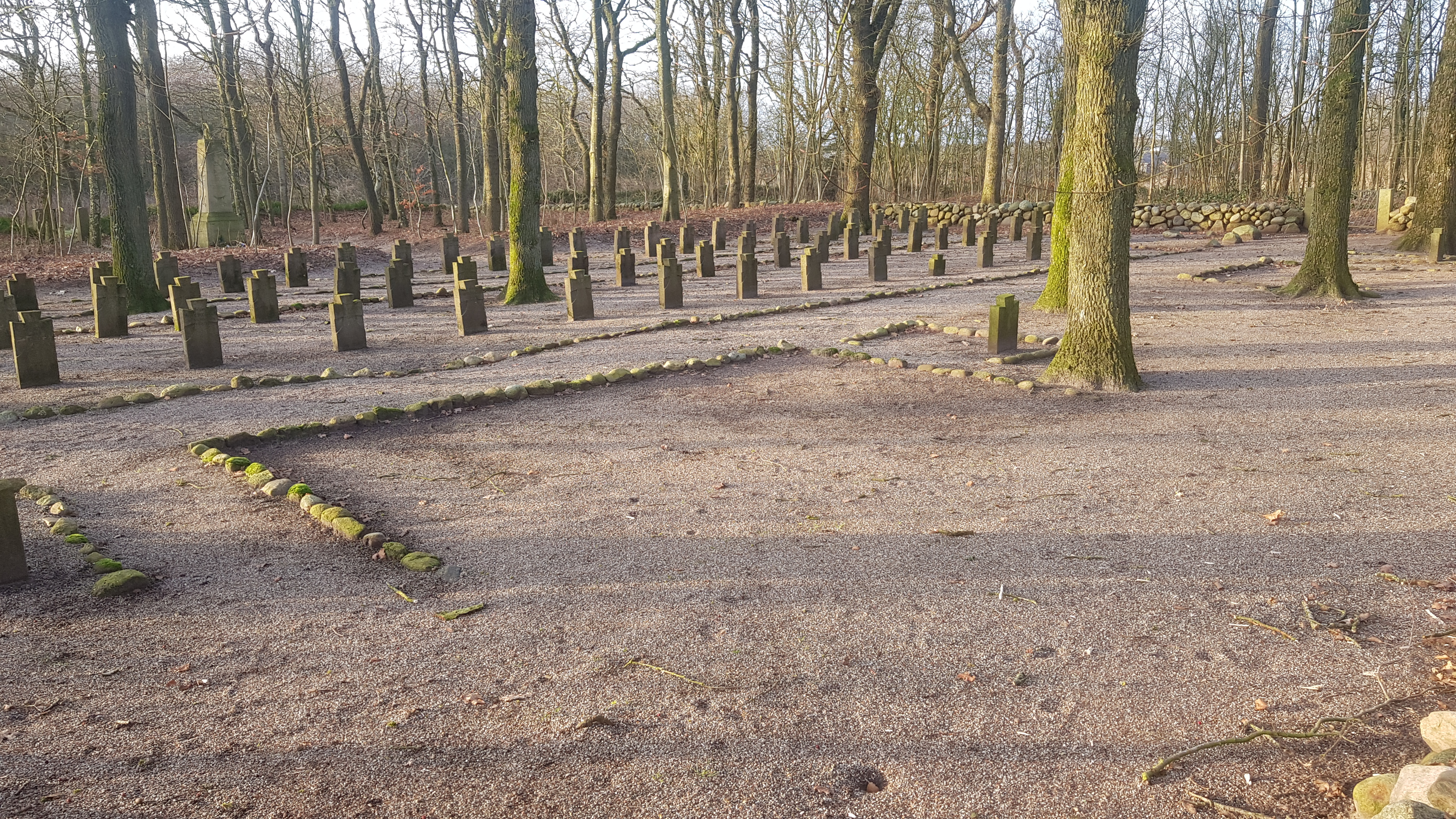
Мемориальное кладбище